# Antarchaea laevis
Antarchaea laevis är en fjärilsart som beskrevs av Swinhoe 1901. Antarchaea laevis ingår i släktet Antarchaea och familjen nattflyn. Inga underarter finns listade i Catalogue of Life.